# دوست‌پسر (ترانه آریانا گرانده و سوشال هاوس)
«دوست‌پسر» (به انگلیسی: Boyfriend) ترانه‌ای از خواننده آمریکایی آریانا گرانده و گروه موسیقی آمریکایی سوشال هاوس است. این ترانه در ۲ اوت ۲۰۱۹ ازطریق ریپابلیک رکوردز منتشر شد. این چهاردهمین ترانه گرانده و اولین ترانه سوشال هاوس است که در ده رتبه برتر ۱۰۰ آهنگ داغ بیلبورد و همچنین نخستین ترانه یک هنرمند زن و به‌طور کلی سومین ترانه است که در هفته اول انتشار خود در برترین‌های ۱۰۰ ترانه برتر رولینگ استون قرار می‌گیرد.